# Дженков Віктор Антонович
Віктор Антонович Дженков (28 червня 1938, с. Радолівка Андріїв., нині Приморського району Запорізької обл. — 25 листопада 2002, Швейцарія) — хоровий диригент, заслужений діяч мистецтв України (1995).
Закінчив Київську консерваторію (1965), де відтоді й працював: від 1981 — завідувач кафедри хорового диригування, від 1985 — професор, від 1983 — проректор. Водночас у 1963–93 роках — художній керівник самодіяльної капели Жовтневого палацу культури Києва (нині Міжнародний центр культури і мистецтв).
Серед вихованців В. Дженкова — Юрій Курач, Валерій Бітаєв, Дмитро Болгарський, Олександр Тищенко, Юлія Ткач, Павло Струць, Рубен Толмачов та інші